# Puchar Europy w chodzie sportowym
Puchar Europy w chodzie sportowym – zawody lekkoatletyczne organizowane przez European Athletics w interwale dwuletnim w latach 1996–2019, zastąpione w kalendarzu przez drużynowe mistrzostwa Europy w chodzie sportowym.

## Edycje
| Lp  | Rok  | Gospodarz            |
| --- | ---- | -------------------- |
| 1.  | 1996 | A Coruña             |
| 2.  | 1998 | Dudince              |
| 3.  | 2000 | Eisenhüttenstadt     |
| 4.  | 2001 | Dudince              |
| 5.  | 2003 | Czeboksary           |
| 6.  | 2005 | Miszkolc             |
| 7.  | 2007 | Royal Leamington Spa |
| 8.  | 2009 | Metz                 |
| 9.  | 2011 | Olhão                |
| 10. | 2013 | Dudince              |
| 11. | 2015 | Murcja               |
| 12. | 2017 | Podiebrady           |
| 13. | 2019 | Olita                |